# Santuario della Madonna Nera del Sacro Monte di Viggiano

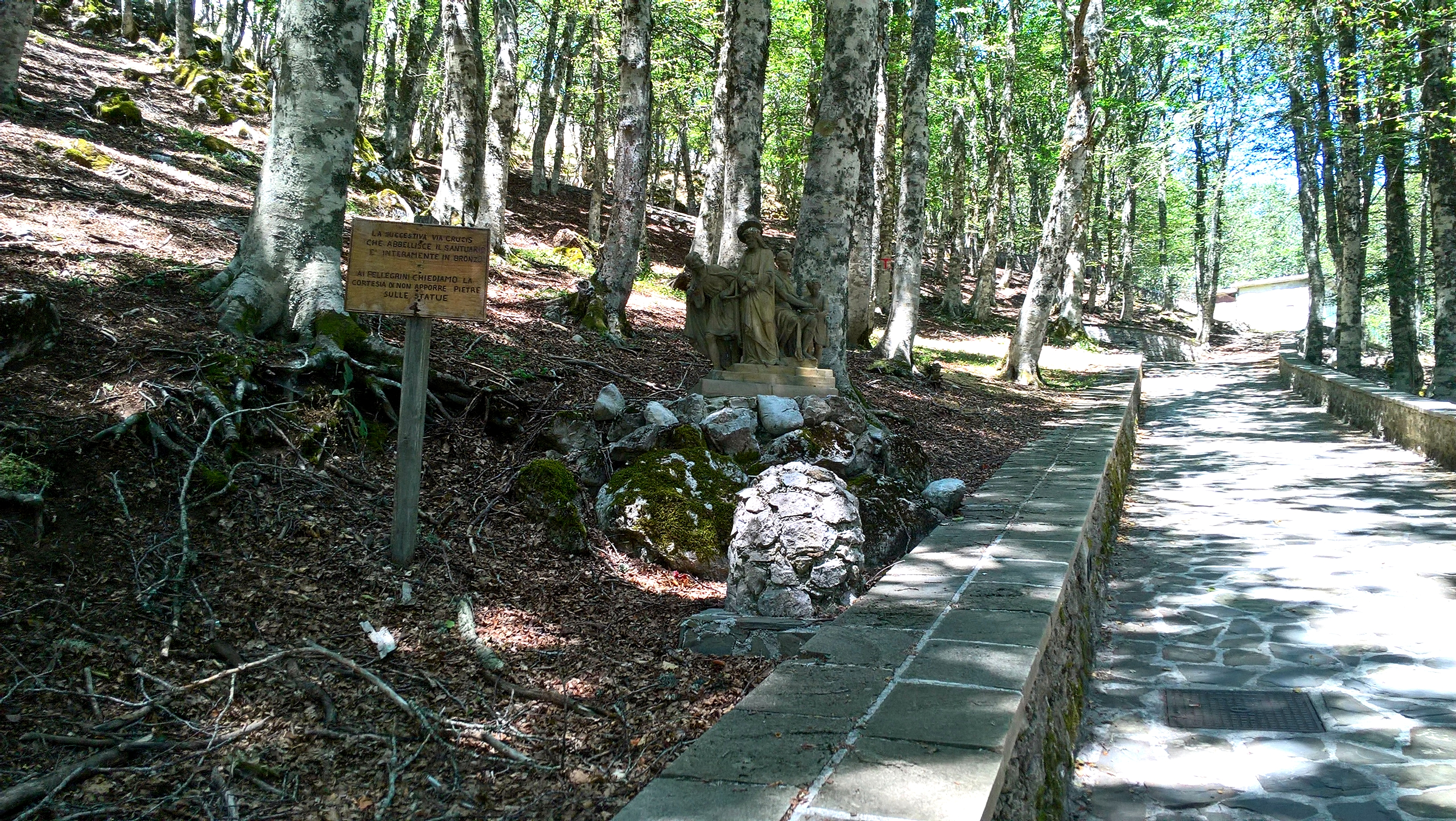
Sulla Via Crucis

Il santuario della Madonna Nera del Sacro Monte di Viggiano è il santuario regionale della Basilicata. Si trova nel comune di Viggiano, a 12 km circa dal centro abitato, ed è frequente meta di pellegrinaggi.

## Storia
Il santuario fu eretto presumibilmente nel XIV secolo, nel luogo dove la leggenda vuole il ritrovamento del simulacro della Madonna.
La leggenda narra che l'immagine sacra fosse venerata sin dagli albori del cristianesimo nell'antica città di Grumentum; quando questa fu distrutta dai Saraceni, la statua sarebbe stata nascosta in una buca, ancora oggi visibile alle spalle dell'altare maggiore e ritrovata grazie all'apparizione di misteriosi fuochi.
Il primo documento noto che cita la chiesa risale al 1393: si tratta di un atto in cui tale Tommaso Bono Iurno di Viggiano cedette alla chiesa dieci grani pro luminaris.
Secondo gli storici Giovanni Colangelo, Nicola Tommasini e Giovanni Tramice, il culto dell'immagine della Madonna era già molto diffuso nel XVI secolo e del santuario si occupò anche papa Giulio II.
Dalla visita ad limina, datata 9 novembre 1618, del vescovo di Marsico Nuovo dell'epoca, mons. Timoteo Caselli, emerge che il santuario di Santa Maria del Monte si sosteneva con rendite proprie.
Nel 1890, papa Leone XIII incoronò la Madonna del Monte di Viggiano "Patrona e Regina" della Lucania.
L'investitura fu ribadita da papa Paolo VI nel 1965:
L'11 dicembre 1965 papa Paolo VI elevò il santuario alla dignità di basilica minore.
Nel suo romanzo autobiografico "Cristo si è fermato a Eboli", lo scrittore Carlo Levi descrive la processione della Madonna di Viggiano.

### La statua della Madonna

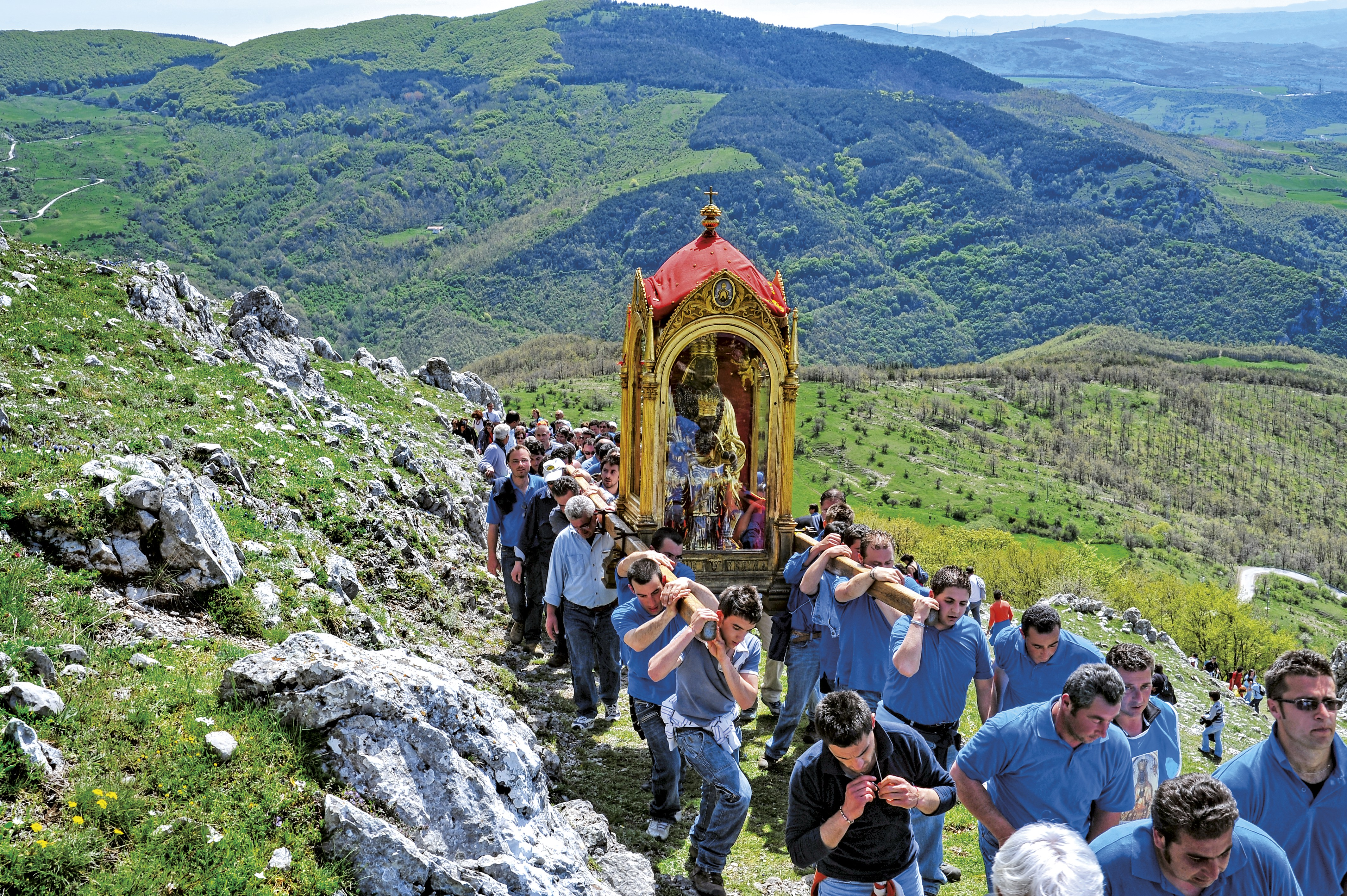
Statua della Madonna in processione

Il simulacro sarebbe stato scolpito nel VI secolo per essere ospitato nella cattedrale di Grumentum.

## Festività
I festeggiamenti in onore della Madonna Nera si dividono in due momenti dell'anno: nella prima domenica del mese di maggio la statua viene portata, all'interno di una teca, dal centro di Viggiano al santuario del monte.
Nella prima domenica di settembre, la statua fa il percorso inverso. Questa celebrazione è preceduta da una processione (del pellegrino) che si tiene il sabato precedente.